# Lolita (1962.)
Lolita je britansko-američki crno-bijeli igrani snimljen 1962. u režiji Stanleya Kubricka, poznat kao jedno od najuspješnijih ostvarenja njegove filmografije.
Po žanru predstavlja kombinaciju melodrame, crne komedije i filma ceste, a temelji se na istoimenom romanu ruskog književnika Vladimira Nabokova. Protagonist i narator, koga tumači James Mason je profesor Humbert "Hum" Humbert, sredovječni europski intelektualac koji se nakon Drugog svjetskog rata doselio u SAD i koji, nakon što je dobio katedru na jednom od univerziteta u New Hampshireu, postaje beznadežno zaljubljen u Dolores, "Lolitu" (čiji lik tumači Sue Lyon), 14-godišnju kćer svoje stanodavke Charlotte Haze (čiji lik tumači Shelley Winters). Radnja prikazuje kako ga požuda prema "Loliti" tjera da se oženi za Charlotte, a nastojanje da je sakrije pokrene niz događaja koji će kulminirati ubojstvom.
Kada su otkupljena prava za ekranizaciju, Nabokovljev roman je izazvao veliku pažnju, ali i kontroverze zbog svog erotskog sadržaja, ali i tretmana tabu-teme hebefilije, odnosno opsjednutosti odraslih muškaraca djevojčicama. Studio MGM je, pak, upravo te kontroverze nastojao iskoristiti u svojoj propagandnoj kampanji kroz slogan "Kako su uopće mogli snimiti film po 'Loliti'?". Kada se Kubrick zajedno sa svojim producentom Jamesom B. Harrisom dohvatio ekranizacije, ispostavilo se da cenzorski standardi tadašnjeg hollywoodskog Kodeksa, iako nešto ublaženi u odnosu na ranije periode, još uvijek tako strogi da su autori filma morali raditi značajne preinake u odnosu na predložak. Prije svega se to odnosilo na dob naslovnog lika, koja je porasla na 14 godina; za njen lik je odabrana Sue Lyon, koja je, usprkos dobi od 14 godina, izgledala starije. Erotske scene, odnosno seksualna aktivnost o kojoj se govori u romanu, su ili izbačene iz filma ili prikazane implicitno, kroz sugestivne kadrove i double entendre u dijalozima. Neke od promjena su, pak, napravljene iz tehničkih razloga, a što se prije svega odnosilo na nelinearnu naraciju, odnosno time da radnja filma počinje tamo gdje je završila u originalnom romanu, odnosno da se odvija kroz jedan veliki flashback. Iako se radnja filma odvija u SAD, Kubrick je film u potpunosti snimio iz Britaniji, najvećim dijelom iz poslovnih razloga; pri tome je pokazao izuzetnu vještinu u izboru lokacija, rekvizita, te specijalnih efekata i drugih detalja koji stvaraju iluziju da se film snimao na drugoj strani oceana.
Lolita je nakon premijere doživjela izuzetnu gledanost, a Lolita Ya Ya, glavna muzička tema iz filma je postala pop hit koji se našao na top-listama. Kritika je, međutim, bila ispočetka prilično hladna prema filmu, koji je tek nakon određenog vremena priznat kao jedno od najboljih i najuspješnijih ostvarenja Kubrickove filmografije. Posebno se cijenio nastup Petera Sellersa kao protagonistovog suparnika koji se stalno maskira u druge likove, a što se tumači kao inspiracija Kubricku da Sellersa angažira kao tumača nekoliko različitih likova u njegovom sljedećem filmu Dr. Strangelove.
Godine 1997. je snimljen remake u režiji Adriana Lynea koji je bio daleko vjerniji predlošku i eksplicitnije prikazivao temu, ali koji je doživio neuspjeh kod publike i kritike.

## Uloge
- James Mason ... Humbert "Hum" Humbert
- Shelley Winters ... Charlotte Haze-Humbert
- Sue Lyon ... Dolores "Lolita" Haze
- Peter Sellers ... Clare Quilty
- Gary Cockrell ... Richard "Dick" Schiller
- Jerry Stovin ... John Farlow, Ramsdaleov odvjetnik
- Diana Decker ... Jean Farlow
- Lois Maxwell ... Bolničarka Mary Lore
- Cec Linder ... Dr. Keegee
- Bill Greene ... George Swine, noćni menadžer hotela u Brycetonu
- Shirley Douglas ... Mrs. Starch, nastavnica klavira u Ramsdaleu
- Marianne Stone ... Vivian Darkbloom, Quiltyjeva družica
- Marion Mathie ... Miss Lebone
- James Dyrenforth ... Frederick Beale, Sr.
- Maxine Holden ... Miss Fromkiss, recepcionerka u bolnici
- John Harrison ... Tom
- C. Denier Warren ... Potts

## Vanjske poveznice
- Lolita na Rotten Tomatoes